# Ateuk
Ateuk is een bestuurslaag in het regentschap Aceh Besar van de provincie Atjeh, Indonesië. Ateuk telt 415 inwoners (volkstelling 2010).